# Landwirtschaftliche Landeslehranstalt Imst

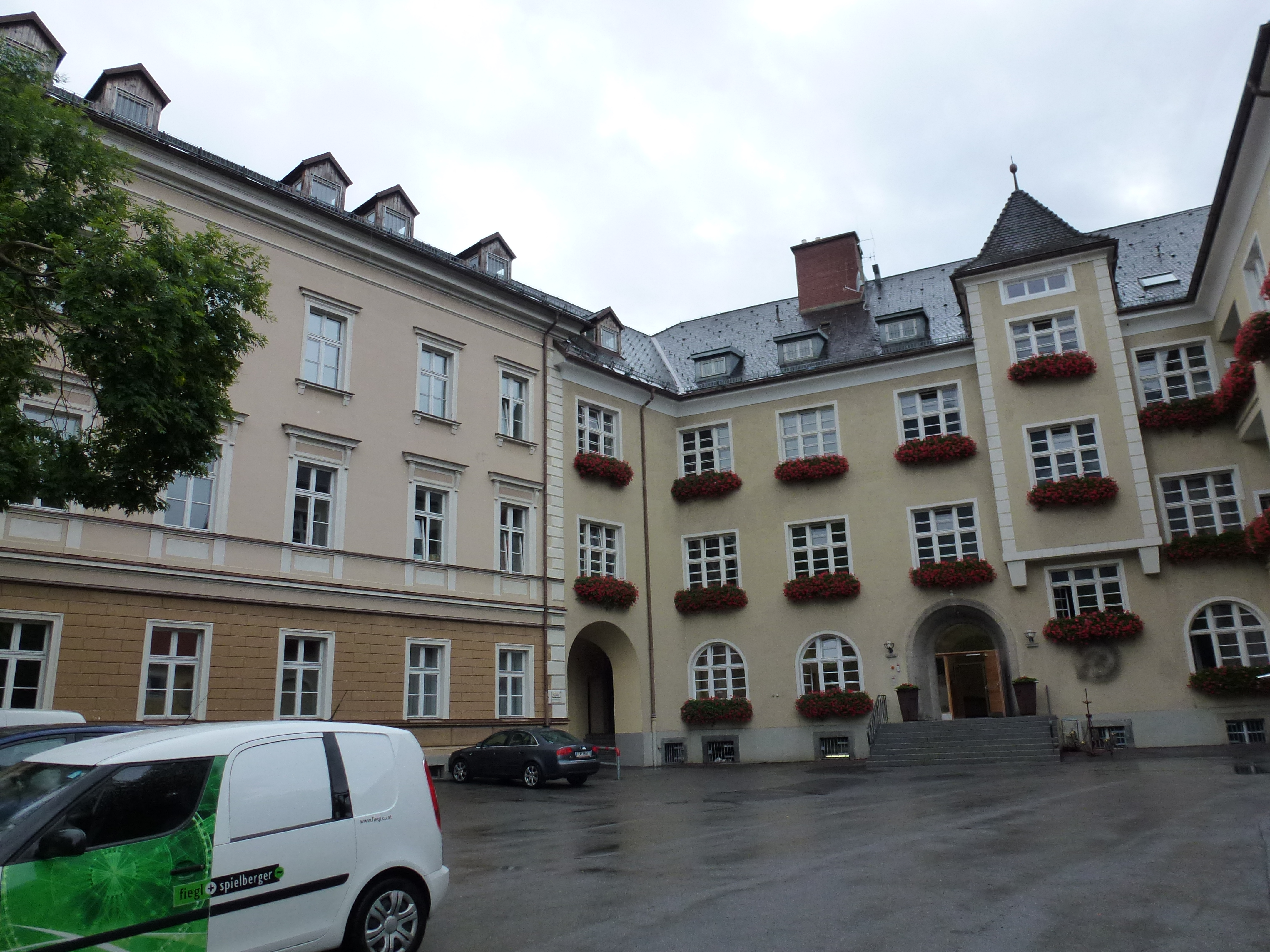
Landwirtschaftliche Landeslehranstalt Imst

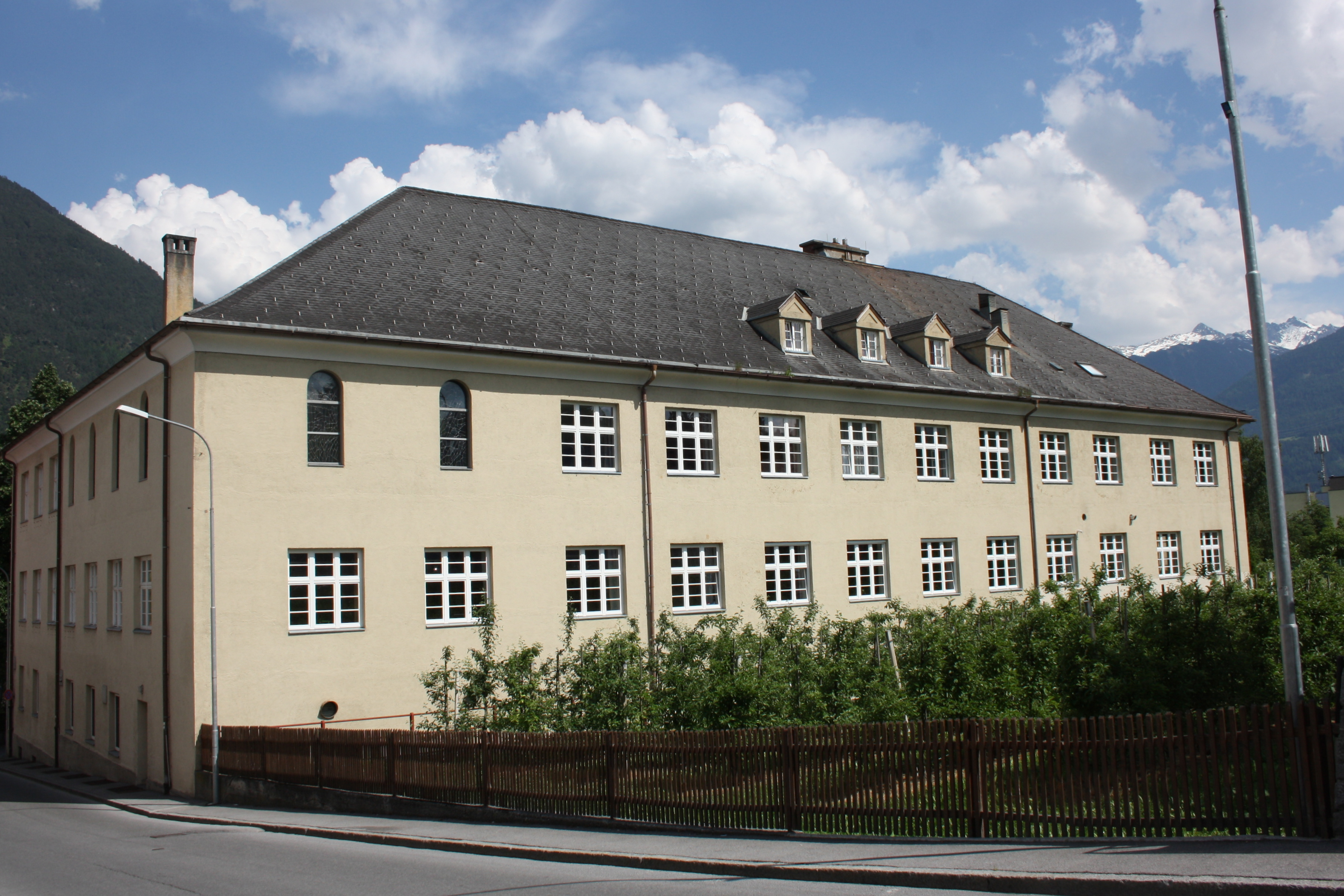
Erweiterungsbau, Ansicht von Westen

Die Landwirtschaftliche Landeslehranstalt Imst ist eine Landwirtschaftliche Landesberufsschule in der Stadt Imst in Tirol. Das Schulgebäude steht unter Denkmalschutz.

## Geschichte
Bereits 1910 stellte der Landtagsabgeordnete Josef Siegele aus Arzl im Pitztal im Tiroler Landtag den Antrag, im Tiroler Oberland eine landwirtschaftliche Schule zu errichten. Der Tiroler Landtag beschloss am 3. Juli 1914, diese Schule in Imst zu errichten. Der Erste Weltkrieg machte dieses Vorhaben zunichte. 1919 wurde mit Landeskulturratspräsident Siegele und dem Landesrat für Landwirtschaft Andreas Gebhart im Tiroler Landtag die Angelegenheit neu beantragt und mit bescheidenen Mittel im Herbst 1919 im Gebäude der aufgelassenen Bauhandwerkerschule mit einer einklassigen Winterschule in Imst begonnen.
1921 wurde eine Haushaltungsschule am Eduard-Wallnöfer-Platz 4 eingerichtet. Es wurden Ausbildungswerkstätten für die Imkerei und Weberei gegründet. Es wurde ein Sennereibetrieb geführt und später mit einer Lehrmolkerei ergänzt. Im Postanwesen und ehemaligen Ansitz Sprengenstein Eduard-Wallnöfer-Platz 3 wurde eine Landesgastwirteschule eingerichtet. Später wurde die landwirtschaftliche Winterschule auf eine zweijährige Ausbildung erweitert. Ein großzügiger Erweiterungsbau beendete 1929 die ständige Raumknappheit für die Schüler.
Zum Ende des Zweiten Weltkrieges kam der Schulbetrieb zu erliegen. Mit der Einquartierung von Soldaten und der Nutzung als Lazaret von Wehrmachtssoldaten und danach von Besatzungssoldaten waren die Schulgebäude herabgekommen. Im Herbst 1945 wurde bescheiden im Linzerhof mit einem Haushaltungskurs neu begonnen. Ab 1946 konnte wieder im Hauptgebäude unterrichtet werden. Bald entstand mit einer großen Schülerzahl wieder ein starker Platzmangel an Schulräumen. Mit dem Landesrat Eduard Wallnöfer – der spätere Landeshauptmann hat 1933 in Imst die landwirtschaftliche Fachschule abgeschlossen – konnte 1952 die Haushaltungsschule in ein neues Schulgebäude einziehen. Die technischen und gesellschaftlichen Veränderungen führten zu einer Verringerung der Schülerzahlen, blieben aber in Imst bis in die 1970er Jahre konstant. In den 1970er Jahren wurde die landwirtschaftliche Ausbildung zu einer dreijährigen Ausbildung erweitert. Die Erweiterung der Hauswirtschaftsschule auf eine dreijährige Ausbildung erfolgte erst in den 1990er Jahren.
Heute, in den 2010er Jahren, werden 13 Klassen geführt, davon fünf Klassen als 9. Schulstufe in der Pflichtschulzeit, und acht aufbauenden Klassen der dreijährigen Ausbildung. Neu ist, dass verstärkt Vorträge, Kurse und Ausbildungen für Erwachsene angeboten werden.